# Георгий III (царь Имеретии)
Георгий III (груз. გიორგი III; ум. 1639) — царь Имеретии (1605—1639), младший сын царевича Константина (ум. 1587) и брат имеретинского царя Ростома.

## Биография
В 1605 году после смерти своего сводного брата, имеретинского царя Ростома, не оставившего после себя потомства, Георгий был посажен на царский престол под именем Георгия III. В 1615 году Георгий III предоставил убежище кахетинскому и картлийскому царям, изгнанным из своих владений персидским шахом Аббасом Великим.
В 1618 году имеретинский царь Георгий III женил своего старшего сына Александра на дочери князя Мамии Гуриели. Но через два года царевич Александр обвинил свою жену в измене и отправил её к отцу. В 1621 году князья Мамия Гуриели и Леван Дадиани заключили союзный договор, направленный против Имеретии.
В 1623 году имеретинский царь Георгий III собрал войско и выступил в поход против мегрельского князя Левана Дадиани. В битве под Гочоури Георгий потерпел поражение. Мегрельский князь Леван Дадиани взял в плен многих вельмож и взял богатую добычу.
В 1629 году имеретинский царь Георгий III женил своего сына Александра на Дареджан, дочери царя Кахетии Теймураза I. Затем во время войны с князем Леваном Дадиани имеретинский царь Георгий III был взят в плен и доставлен в Одиши. За большой выкуп сын Александр выкупил у князя Левана Дадиани из плена своего отца Георгия III.